# Torres de la Alameda
Pour les articles homonymes, voir Alameda.
Torres de la Alameda est une commune d’Espagne, dans la communauté autonome de Madrid.